# Санто-Стефано-Роеро
Санто-Стефано-Роеро (італ. Santo Stefano Roero, п'єм. San Stéo Roé) — муніципалітет в Італії, у регіоні П'ємонт,  провінція Кунео.
Санто-Стефано-Роеро розташоване на відстані близько 490 км на північний захід від Рима, 37 км на південний схід від Турина, 55 км на північний схід від Кунео.
Населення — 1397 осіб (2014).
Щорічний фестиваль відбувається 26 грудня. Покровитель — святий Степан.

## Демографія
Населення за роками:

Станом на 1 січня 2023 року в муніципалітеті офіційно проживав 91 іноземець з 14 країн, серед них 71 громадянин країн Євросоюзу та 2 громадяни України.

## Сусідні муніципалітети
- Канале
- Монта
- Монтеу-Роеро
- Пралормо